# なつしお型潜水艦
なつしお型潜水艦 （なつしおがたせんすいかん、英語: NATSUSHIO class submarines）は海上自衛隊が運用していた通常動力型潜水艦。同型艦は2隻、建造費は2隻で35億9,400万円。計画番号はS116。

## 概要
はやしお型の発展型として設計された。耐圧殻の使用鋼材は、基本的に前型と同じNS30高張力鋼（降伏耐力30 kgf/mm2）を素材としているが、フレームのみ、より強度が大きいNS46（降伏耐力46 kgf/mm2）に変更された。
主機関も基本的に前型と同様であるが、ネームシップの蓄電池は、編組型ファイバークラッド式鉛蓄電池に変更されていた。また燃料搭載量も拡張された。これらの改設計に伴い、艦の全長は、はやしお型と比して2メートル長くなった。
発令所区画は延長され、大型のスキャニング・ソナーであるJQS-3探信儀が発令所下方に昇降式に装備された。保護のため、艦底に袴状引き込み筒が設けられたため、沈座には不便となったが、安定性には問題ないとされた。
なお、前型では潜望鏡が1本しかないことが問題視されていたことから、本型では電子潜望鏡を新規開発して搭載することも検討されたが、これは実現しなかった。

## 同型艦
| 艦番号 | 艦名     | 建造                  | 起工                        | 進水                        | 竣工                        | 除籍                        |
| ------ | -------- | --------------------- | --------------------------- | --------------------------- | --------------------------- | --------------------------- |
| SS-523 | なつしお | 三菱重工業 神戸造船所 | 1961年 （昭和36年） 12月5日 | 1962年 （昭和37年） 9月18日 | 1963年 （昭和38年） 6月29日 | 1978年 （昭和53年） 3月20日 |
| SS-524 | ふゆしお | 川崎重工業 神戸工場   | 1961年 （昭和36年） 12月6日 | 1962年 （昭和37年） 12月4日 | 1963年 （昭和38年） 9月17日 | 1980年 （昭和55年） 6月10日 |